# Drehbühne berlin
Die Drehbühne Berlin ist eine Theater- und Filmproduktionsfirma aus Berlin. Sie wurde 2004 von Lorenz Christian Köhler, Regisseur und Schauspieler, und Nanda Ben Chaabane, Schauspielerin, gegründet.

## Produktionen
2004 gab die Drehbühne Berlin ihr Debüt mit einer Bühnenversion von „Der Kleine Prinz“, bei der Theater, Puppenspiel und Film in einer Inszenierung verbunden werden. Die Filmaufnahmen entstanden in Koproduktion mit der Filmhochschule "Konrad Wolf" in Potsdam-Babelsberg und der Puppenspielabteilung der Hochschule für Schauspielkunst „Ernst Busch“ Berlin. Für die Produktion konnten bekannte Film- und Theaterschauspieler wie Bruno Ganz, Michael Mendl, Dieter Mann, Armin Rohde, Horst Krause und Florian Lukas gewonnen werden. Durch den mit der Inszenierung verbundenen Benefizgedanken kamen bis 2010 bereits über 100.000 € für ein UNICEF-Wassergewinnungsprojekt im Sudan zusammen. 
2006 verwirklichte die Drehbühne Berlin die Uraufführung von Klaus Kordons Roman „Krokodil im Nacken“ als Schauspiel- und Figurentheaterinszenierung. Die Aufführungen fanden am Original-Schauplatz des Stoffes, dem ehemaligen Untersuchungsgefängnis der DDR-Staatssicherheit (der heutigen Gedenkstätte in Berlin-Hohenschönhausen) statt. Die Inszenierung entstand in Zusammenarbeit mit der Stiftung zur Aufarbeitung der SED-Diktatur und der Bundeszentrale für politische Bildung.
2008 entstand in Koproduktion mit dem Berliner Admiralspalast das Stück „Verrückte Zeiten“ als eine Hommage an den Filmkomiker Charlie Chaplin. Die Inszenierung wurde als Kombination aus einem Theaterstück und einem eigens produzierten Stummfilm im Stil der 1920er Jahre umgesetzt.
Seit 2008 ist die Drehbühne Berlin zudem auch im Hörspiel- und Hörbuchbereich aktiv. So entstand eine Hörspielversion von "Der kleine Prinz", die ebenfalls mit den genannten namhaften Theater- und Filmschauspielern besetzt wurde, sowie 2009 eine Hörbuchlesung der Neuübersetzung des Stoffes mit Jan Josef Liefers als Sprecher. 
2009–2011 produzierte die Drehbühne Berlin in Koproduktion mit der Hochschule für Film und Fernsehen „Konrad Wolf“ die zweite deutsche Verfilmung von Der kleine Prinz, die 2011 als DVD beim Karl Rauch Verlag in Düsseldorf erschien. Die Besetzung der Rollen entspricht der des Theaterstücks: der kleine Prinz - Nanda Ben Chaabane, Pilot und Regie - Lorenz Christian Köhler, in den Rollen der Planetenbewohner Bruno Ganz (Geograph), Armin Rohde (Eitler), Florian Lukas (Laternenanzünder), Dieter Mann (Geschäftsmann), Michael Mendl (König) und Horst Krause (Säufer). Von den Verkaufs-Erlösen geht ein Teil an ein UNICEF-Brunnenbauprojekt in Ostafrika.

## Konzept
Die drehbühne berlin stellt die Interaktion zwischen verschiedenen künstlerisch-darstellerischen Ausdrucksformen, insbesondere zwischen Film und Theater, in den Mittelpunkt ihrer Inszenierungskonzepte.